# Pleasureman
Pleasureman – jedyny album studyjny szwedzkiego muzyka Günthera, wydany w 2004 roku przez WEA.

## Lista utworów
Źródło: Discogs
| Nr    | Tytuł                                |
| ----- | ------------------------------------ |
| 1.    | „Golddiggers”                        |
| 2.    | „Ding Dong Song”                     |
| 3.    | „Teeny Weeny String Bikini”          |
| 4.    | „Touch Me”                           |
| 5.    | „Pleasureman”                        |
| 6.    | „Crazy & Wild”                       |
| 7.    | „One Night Stand”                    |
| 8.    | „I’m Your Man (G.U.N.T.H.E.R)”       |
| 9.    | „Naughty Boy”                        |
| 10.   | „Enomormous Emotion (I Love You)”    |
| 11.   | „Ding Dong Song” (Soft Core Version) |
| Video | „Ding Dong Song”                     |

## Notowania na listach sprzedaży
| Kraj      | Lista (2004/2005) | Najwyższa pozycja |
| --------- | ----------------- | ----------------- |
| Szwecja   | Top 60 Albums     | 6                 |
| Finlandia | Top 40 Albums     | 12                |